# 11. Panzer-Division (Wehrmacht)
Die 11. Panzer-Division war ein Großverband des Heeres der deutschen Wehrmacht im Zweiten Weltkrieg. Ihr Spitzname war Gespensterdivision.

## Aufstellung
Die 11. Panzer-Division wurde am 1. August 1940 in Thüringen um die im Dezember 1939 gebildete Schützen-Brigade 11 (mot.) und das neu mit Truppenteilen von der 5. Panzer-Division kommende Panzer-Regiment 15 aufgestellt.
Die Gliederung mit den für den Verband durchgeführten Neuaufstellungen war:
- Divisionsstab () (aus )
- Panzer-Regiment 15 (Sagan) (von der 5. Panzer-Division)
- Schützen-Brigade 11 (Sagan)
  - Schützen-Regiment 110 () (aus Neugliederung SR 110)
  - Schützen-Regiment 111 () (aus Neugliederung SR 111)
  - Kradschützen-Bataillon 61 () (aus )
- Pionier-Bataillon (mot.) 209 () (aus Umrüstung mit Personalstamm der 209. ID)
- Artillerie-Regiment (mot.) 119 () (aus )
  - Beobachtungs-Batterie 334 () (aus )
- Aufklärungs-Abteilung (mot.) 231 () (aus )
- Panzerjäger-Abteilung 61 () (aus Panzerjäger-Abteilung 222 durch Umgliederung)
  - 1. Kompanie / Fla-Abteilung 608
- Nachrichten-Abteilung (mot.) 341 () (von der 341. ID)
- Flak-Artillerie-Abteilung (mot.) 277 (aus IV. Abteilung / Artillerie-Regiment 119)
- Sonstige Versorgungstruppen mit der Nr. 89

## Einsatz

### Balkanfeldzug
Im Januar 1941 verlegte die Division von Schlesien nach Rumänien und nahm ab dem 8. April am Balkanfeldzug teil.

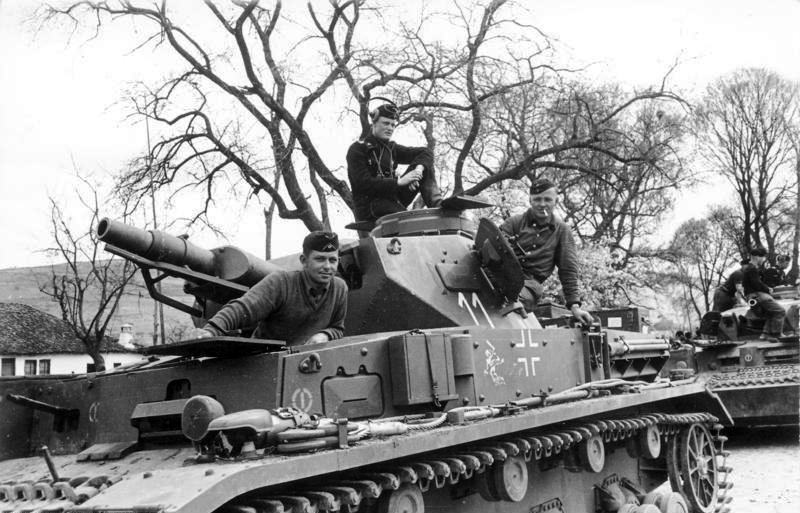
Panzer IV der Division (Divisionszeichen unterhalb der Turmnummer), Jugoslawien, 1941.

### Unternehmen Barbarossa
Beim Unternehmen Barbarossa operierte die Division als Teil der Heeresgruppe Süd zunächst in der Ukraine. Am 22. Juni 1941 bildete die Division im Krieg gegen die Sowjetunion die Spitze der Panzergruppe 1. Während der Panzerschlacht bei Dubno-Luzk-Riwne lag sie im Schwerpunkt der sowjetischen Panzerangriffe und wurde zeitweilig im Raum Dubno umschlossen, errang aber den Durchbruch auf Schepetowka. Anfang August beteiligte sich die 11. Panzer-Division an der Kesselschlacht bei Uman und im Folgemonat im Raum Gornostaipol an der Kesselschlacht um Kiew. Im Oktober 1941 wurde die Division der Heeresgruppe Mitte zugeteilt, mit der sie im Winter an der Schlacht um Moskau teilnahm.
Im August 1942 wurde die Division dann zur Heeresgruppe Don verlegt, um im Bereich des Donez zu operieren. Anfang 1943 nahm sie an der Schlacht um Charkow teil.

### Unternehmen Zitadelle
Den Rest des Jahres verbrachte die Division mit Operationen in der Ukraine (u. a. Schlacht um Kursk). Im Mai 1944 wurde sie zur Auffrischung nach Frankreich verlegt. Hier wurden zur Auffrischung der Division Teile der 273. Reserve-Panzer-Division verwendet.

### Südfrankreich 1944
Bei der Invasion der Alliierten (ab dem 6. Juni 1944) diente die Division zunächst als Reserve der Heeresgruppe G, bis sie nach der Landung der Alliierten an der Côte d’Azur bei der 19. Armee zum Einsatz kam.
Am 11. August verließ ein Transport mit 21 neuen Jagdpanzern IV für die Panzerjäger-Abteilung 61 der Division das Heereszeugamt.

### Schlacht um Lothringen
Sie kämpfte im Herbst 1944 bei Belfort und wurde anschließend in die Saarpfalz verlegt.
Zum Ausgleich für die Verluste wurde am 11. November ein erster Transport mit 14 neuen Jagdpanzern IV für die Panzerjäger-Abteilung 61 der Division das Heereszeugamt auf den Weg gebracht. Diesem folgte am 20. November ein zweiter Transport mit weiteren 6 dieser Fahrzeuge.

### Abwehrkampf im Rheinland
Nach dem Scheitern der Ardennenoffensive (Dezember 1944/Januar 1945) zog sie sich kämpfend über Trier, Remagen zurück.

### Rückzug und Kapitulation
Hessen und Thüringen bis nach Bayern zurück, wo sie kapitulierte.

## Kommandeure
- Generalmajor Ludwig Crüwell – 1. August 1940 bis 15. August 1941
- Oberst Günther Angern – 15. bis 24. August 1941
- Generalmajor Hans-Karl Freiherr von Esebeck – 24. August bis 20. Oktober 1941
- Generalmajor Walter Scheller – 20. Oktober 1941 bis 16. Mai 1942
- Generalmajor/Generalleutnant Hermann Balck – 16. Mai 1942 bis 4. März 1943
- Generalleutnant Dietrich von Choltitz – 4. März bis 15. Mai 1943
- Generalmajor Johann Mickl – 15. Mai bis 10. August 1943
- Oberst/Generalmajor Wend von Wietersheim – 10. August 1943 bis 24. Februar 1944
- Oberst Friedrich von Hake – 25. Februar 1944 bis 30. April 1944
- Generalmajor/Generalleutnant Wend von Wietersheim – 1. Mai 1944 bis 10. April 1945
- Generalmajor Horst Freiherr Treusch von Buttlar-Brandenfels – 10. April bis 3. Mai 1945
- Generalleutnant Wend von Wietersheim – 3. bis 8. Mai 1945 (Kapitulation)

## Vergleichende Gliederung
| 1940                                                                 | 1943 (Ostfront)                                                 | 1944 (Westfront)                                                |
| -------------------------------------------------------------------- | --------------------------------------------------------------- | --------------------------------------------------------------- |
| Panzer-Regiment 15                                                   |                                                                 |                                                                 |
| 11. Schützen-Brigade - Schützen-Regiment 110 - Schützen-Regiment 111 | - Panzer-Grenadier-Regiment 110 - Panzer-Grenadier-Regiment 111 | - Panzer-Grenadier-Regiment 110 - Panzer-Grenadier-Regiment 111 |
| Artillerie-Regiment 119                                              | Panzer-Artillerie-Regiment 119                                  | Panzer-Artillerie-Regiment 119                                  |
| Panzerjäger-Abteilung 61                                             |                                                                 |                                                                 |
|                                                                      | Heeres-Flak-Artillerie-Abteilung 277                            |                                                                 |
| Aufklärungs-Abteilung 231                                            | Panzer-Aufklärungs-Abteilung 11                                 | Panzer-Aufklärungs-Abteilung 11                                 |
| Kradschützen-Bataillon 61                                            | Panzer-Aufklärungs-Abteilung 11                                 | Panzer-Aufklärungs-Abteilung 11                                 |
| Panzer-Pionier-Bataillon 209                                         |                                                                 |                                                                 |
| Nachrichten-Abteilung 341                                            | Panzer-Divisions-Nachrichten-Abteilung 89                       | Panzer-Divisions-Nachrichten-Abteilung 89                       |
| Panzer-Versorgungstruppen 61                                         |                                                                 |                                                                 |

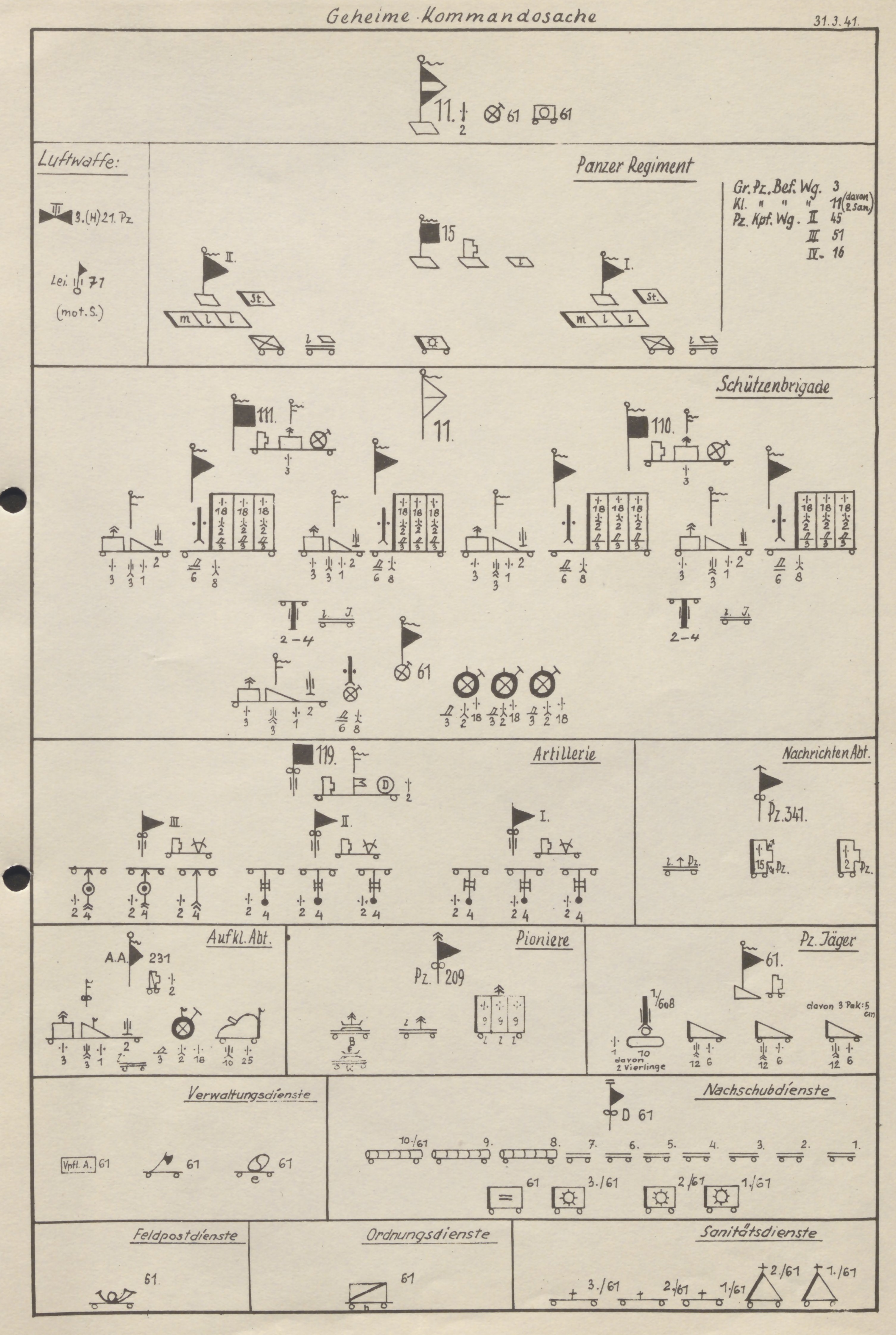
Gliederung der 11. Pz. Div. am 31. März 1941, taktische Zeichen

Die Ersatzstellung für den Stab erfolgte durch die Panzer-Ersatz-Abteilung 15 in Sagan.

## Bekannte Divisionsangehörige
- Heinz Hax (1900–1969), war ein dreifacher Olympiateilnehmer und ab 1958, als Generalmajor, Stellvertretender Kommandierender General des III. Korps des Heeres der Bundeswehr
- Hans-Joachim von Hopffgarten (1915–2000), war von 1970 bis 1973, als Generalleutnant des Heeres der Bundeswehr, stellvertretender NATO-Befehlshaber der alliierten Streitkräfte „Ostseezugänge“
- Johann Adolf Graf von Kielmansegg (1906–2006), war von 1966 bis 1968 als General, Commander in Chief Allied Forces Central Europe der Alliierten Streitkräfte Europa Mitte (AFCENT, Allied Forces Central Europe)
- Werner Drews (1914–1974) war von 1967 bis 1971, als Generalmajor des Heeres der Bundeswehr, Assistant Director beim International Military Staff (IMS) in Brüssel